# جون شو توماس
جون شو توماس هو محامي وسياسي أمريكي، ولد في 15 أكتوبر 1764 في بيريفيل في الولايات المتحدة، وتوفي في 10 مايو 1836. انتخب عضو مجلس النواب الأمريكي ‏.